# Черијано Лагето
Черијано Лагето (итал. Ceriano Laghetto) је насеље у Италији у округу Монца и Бријанца, региону Ломбардија.
Према процени из 2011. у насељу је живело 5149 становника. Насеље се налази на надморској висини од 217 м.

## Становништво
Према резултатима пописа становништва 2011. у општини је живело 6.324 становника.
| 1936. | 1951. | 1961. | 1971. | 1981. | 1991. | 2001. | 2011. |
| ----- | ----- | ----- | ----- | ----- | ----- | ----- | ----- |
| 1.950 | 2.232 | 3.176 | 4.586 | 4.861 | 4.828 | 5.440 | 6.324 |